# 安迪·穆雷
安德魯·巴倫·「安迪」·莫瑞爵士，OBE（英語：Sir Andrew Barron "Andy" Murray，1987年5月15日—），英國前職業网球运动员，單打最高世界排名第一，三座大滿貫得主。
莫瑞在2007年4月16日首次进入男單排名前十，在2016年11月7日达到生涯最高的世界第一並取得了24連勝。2012年伦敦奥运会，莫瑞在男单决赛直落三盘战胜费德勒，成为104年以来英国第一位奥运会网球男子单打金牌得主，在2012年美國網球公開賽，他以五盘击败德约科维奇，成为继1936年同胞弗雷德·佩里之后，77年来第一位夺得大满贯男单冠军的英国选手，也是唯一一个連奪奥运金牌和美网的选手。2013年温网，莫瑞三盘击败德约科维奇，成为1936年弗雷德·佩里夺冠之后第一位拿下温网的英国本土选手。2016年溫網，莫瑞三盘击败米洛斯·拉奧歷，生涯第二次奪下溫網冠軍，同年里約奧運會，四盤擊敗胡安·馬丁·德爾波特羅，成為網球歷史上首位衛冕男單奧運金牌的選手，同年ATP年終賽，兩盤擊敗德约科维奇，成為英國首位年終世界球王。莫瑞總共獲得46個單打冠軍，包含3座大滿貫、兩面奧運單打金牌和14個大師賽冠軍。
莫瑞还获得过八个大满贯亚军，包括2008年美网、2010年澳网、2011年澳网、2012年温网、2013年澳网、2015年澳网、2016年澳网和2016年法网，其中三次输给费德勒，五次输给德约科维奇。在2011年，莫瑞成为了公开赛年代中第七位在一年内打进四大满贯半决赛的选手。在2016年法網決賽負於德约科维奇之後，莫瑞成為繼伊万·伦德尔、費德勒之後，第三位獲得過全部四大滿貫亞軍的男子選手。

## 家庭和个人生活
莫瑞出生于苏格兰的格拉斯哥，父母分别是威廉·莫瑞和朱迪·莫瑞，他的外公曾是一位职业足球运动员，曾效力于苏超的希伯尼安足球俱乐部。莫瑞的哥哥傑米·穆雷也是职业网球选手，主攻双打。莫瑞3岁开始接触网球，9岁时父母离异，与哥哥一起与父亲生活。曾就读于邓布兰小学，见证了96年的邓布兰惨案，后来就读于当地高中。15岁时，莫瑞拒绝了流浪者俱乐部希望他加入青训营的邀请，最终选择网球事业。然后他决定移居巴塞罗那，在那里他加入了一所网球学校并在红土场上打球，在那里他与埃米利奥-桑切斯，曾经的双打世界第一一同训练。2005年，完成高等教育。
16岁时他被诊断出患有先天髌骨分裂症，膝盖骨分成两块而不是合在一起，当时他被迫休息了半年。而后比赛时经常因剧痛而握住膝盖，而他也因此退出过比赛。
2015年4月11日在英國鄧布蘭大教堂與女友Kim Sears完婚。2016年，女兒出生。
2016年12月31日，獲英女皇伊利沙伯二世冊封為下級勳位爵士。

## 網球生涯

### 早年
12岁时，莫瑞赢得橘子碗国际网球锦标赛，这是一项重要的青少年网球赛事。2003年7月，莫瑞开始参加挑战赛和未来赛。在他的第一项比赛，曼彻斯特挑战赛中，他打进了八强。在九月，他获得了第一个冠军，格拉斯哥未来赛。他在爱丁堡未来赛也打进了半决赛。在2004年7月，他在诺丁汉参加了一项未来赛，在第二轮输给了未来的大满贯亚军特松加。然后他赢得了Xativa站和罗马站。
2004年9月赢得美网青少组冠军，被选入当月对阵奥地利的戴杯阵容，不过他并没有上场。之后，他被BBC評為最佳青少年運動員。
在青少年生涯中，穆雷曾在2004年排名世界第二。

### 2005年
穆雷2005年初排名第407，3月代表英国出战戴维斯杯对阵以色列并在双打比赛上阵，拍档是大衛·雪伍德。他成为英国在戴维斯杯上阵的最年轻球员。四月份转为职业球员，他的第一项职业赛事是巴塞罗那，最后三盘负于揚·赫爾尼希。然后穆雷在5月的法网青少年组打进半决赛，连丢三盘输给西里奇。在女王俱樂部錦標賽他得到一张外卡，战胜聖地亞哥·文圖拉，获得自己的第一场ATP胜利。在第三轮他面对的是前澳网冠军约翰森，结果三盘憾负。由于女王俱樂部錦標賽的出色表现，他得到了温网的外卡，第二轮淘汰赛会十四号种子斯泰潘内克后，当时排名第312的穆雷成为了公开赛年代以来第一个能在全英俱乐部打进第三轮的苏格兰人，最终被02年赛会亚军纳尔班迪安五盘逆转。
温网过后，他在辛辛那提迎来了自己的第一个大师赛，在第二轮三盘输给当时的世界第四萨芬。以外卡身份参赛的穆雷，在美网首轮首度五盘获胜，第二轮五盘负于克莱门特。对阵瑞士队的戴维斯杯中，他再次被选中，首场单打负于瓦林卡。其后在美国公开赛晋身次轮。在泰國網球公開賽击败索德林后，世界排名首次进入前100，不过决赛被费德勒所击败。巴塞尔站中首轮三盘淘汰时任英国第一亨曼，然后以同样的方式战胜伯蒂奇。之后在输给冈萨雷斯。年终当选2005年BBC年度苏格兰体育人物。
穆雷在2005年終的排名是第64。

### 2006年
2006是穆雷的首个完整赛季，他解雇了前教练Mark Petchey，新教练是布拉德-吉尔伯特。
穆雷在澳网首轮遭遇横扫出局。2月19日贏得个人第一個巡迴賽冠軍，在SAP公開賽擊敗了澳洲球手莱顿·休伊特。在孟菲斯的比賽晉身八強後，後來的九場巡迴賽只取胜三场有六次在首圈出局，包括了法國網球公開賽及女王俱樂部錦標賽。
在溫網比賽，穆雷由于较好的籤运和信心的恢复，打進了第四轮，最終被世界排名110位的塞浦路斯小将马科斯·巴格达蒂斯淘汰出局。接著他參與加拿大網球大師賽，在半决赛被里夏尔·加斯凯击败。在辛辛那提大師賽中，第二圈擊敗世界排名第一羅傑·費德勒，一战成名，是在2006年除了拉斐爾·納達爾外擊敗費德勒（费德勒在2006年仅仅输了5场球，其中4场负于纳达尔）的球手，但在接下来的第三轮比赛中即被横扫出局。
在美國公開賽，晉身第四圈，被尼古莱·达维登科淘汰出局。在年終，穆雷的世界排名是17。

### 2007年
2007年澳網賽，被列為第15種籽，他在首圈擊敗了阿爾貝托·馬丁，比分为6–0、6–0、6–1。在第四圈被纳达尔淘汰出局。在SAP公開賽擊敗伊沃·卡洛维奇，成功衛冕此項賽事的錦標。另外他的哥哥杰米·穆雷在同一項的雙打比賽成功奪冠。自1989年以來，第一次在兩兄弟在同一項賽事包辦單打及雙打冠軍。他卻因為兩次不同程度的受傷而錯過了法網及溫網的比賽。
穆雷在加拿大大師賽復歸戰陣，不過在第二圈敗於世界排名第139名球手法比奧·福尼尼。一星期後的辛辛那提大師賽在首轮就被横扫淘汰出局。
經過兩次ATP巡迴賽糟糕表現後，穆雷在美國網球公開賽的表现依然毫无起色，在第三圈被世界排名142位的韩国老将李亨澤以6–3、6–3、2–6、7–5淘汰出局。美國公開賽後，為英國在戴维斯杯上陣，對手是克羅地亞。在第一場單打比賽，他擊敗了马林·西里奇，第二圈，隊友蒂姆·亨曼取得勝利。第三場雙打比賽，安迪與兄長杰米·穆雷在雙打上陣，以6–4、7–64擊敗對手，協助英國晉身至戴维斯杯世界組。
接著，穆雷在法國梅斯摩澤爾公開賽成為亞軍。先後擊敗了蒂普萨勒维奇、洛德拉、特松加及卡纳斯。決賽面對第一種籽托米·羅布雷多，以6–0、2–6及3–6負於對手。跟著參加在俄羅斯舉行的克里姆林杯，一场未胜在第二圈敗給了的蒂普萨勒维奇。
在馬德里大師賽中，第三圈被拉斐爾·納達爾横扫出局。然後穆雷重返俄羅斯，參加聖彼德堡公開賽，在決賽擊敗了费尔南多·沃达斯科奪冠。跟著在巴黎大師賽晉身第三圈后再次被横扫出局。他的2007年年終排名是第十一。

### 2008年

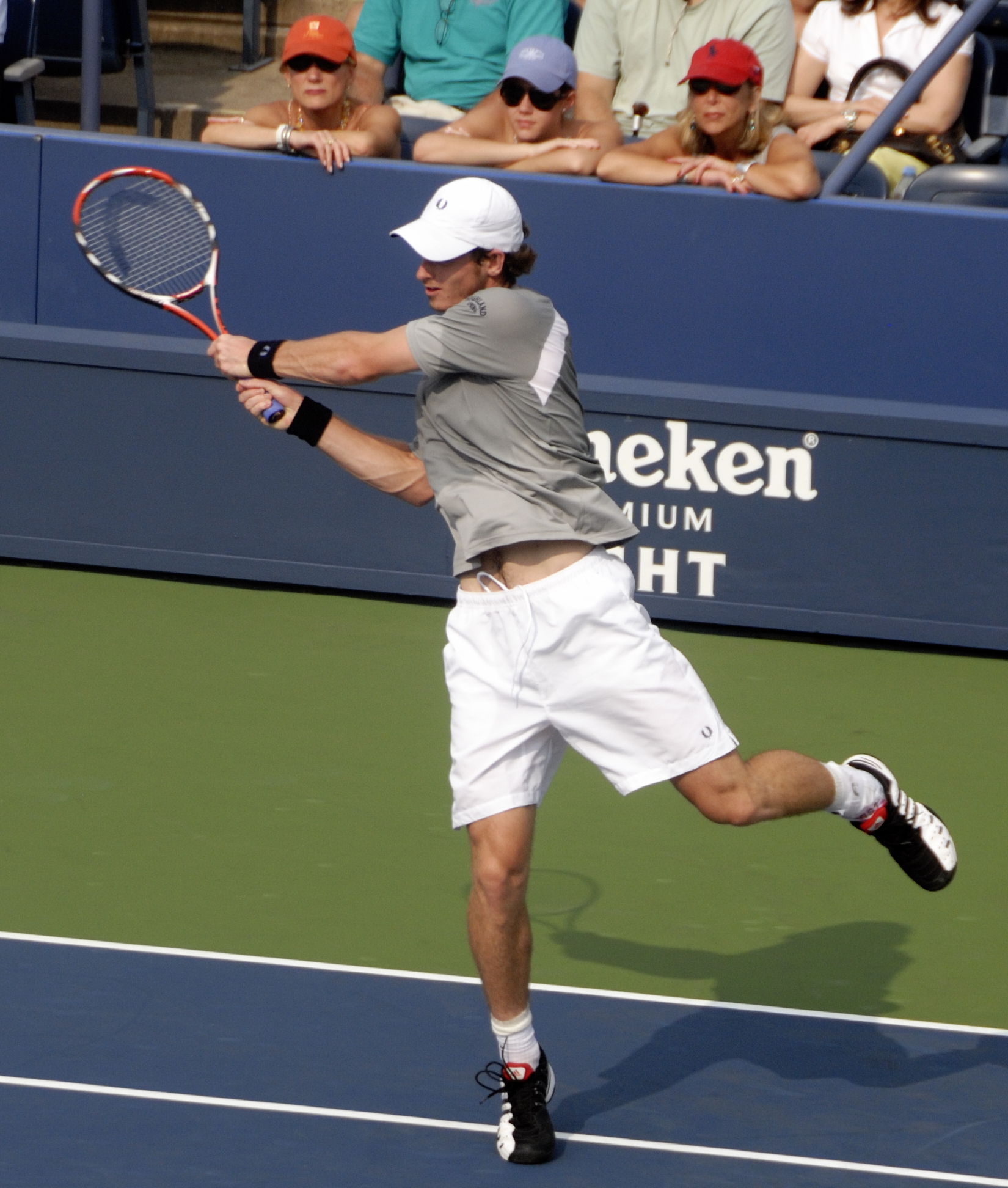
美國公開賽的穆雷

2008年穆雷參與卡塔爾的卡塔爾公開賽。決賽中擊敗了瑞士的斯坦尼斯拉斯·瓦夫林卡。跟著參與在澳洲舉行的熱身賽AAMI Kooyong Classic，第一場就被马拉特·萨芬擊敗，最終在這比賽中排名倒数第一而回。
穆雷在7月參加兩項大師賽，首先在多倫多站在四強止步，然後在辛辛那提站通过两个抢七苦战艰难的擊敗了诺瓦克·德约科维奇，取得個人第一個大師賽冠軍
賽後，他參加了2008年夏季奧林匹克運動會的網球賽事，他除了參加男子單打的賽事外，也與兄長傑米參與男雙比賽。，但表現不盡理想，在單打賽事中在第一圈即遭世界排名第71位的臺灣球員盧彥勳淘汰，至於雙打賽事中，亦在第二圈被法國組合淘汰。
在半决赛中，虽然一开始居于劣势，但在比赛因雨推迟后，在第二天后来居上艰难逆转擊敗了羅傑·費達拿。接著在決賽以6–4、7–66击败吉勒·西蒙。是史上第一位英國人在一年內奪得四項網球錦標賽冠軍。之後參加聖彼德堡公開賽，在決賽中輕鬆以兩盤6–1擊敗来自哈薩克的无名小将安德烈·戈盧別夫。穆雷在最近25場比賽中取得23場勝利。

### 2009年
穆雷參加多哈舉行卡塔尔埃克森美孚公开赛作為熱身，他先後擊敗了世界排名第39的佩兹斯奇纳尔、第132的斯塔霍夫斯基、第2的費德勒和第6的罗迪克奪得冠軍。
但在澳網，卻爆冷敗給了世界排名第10的西班牙选手沃達斯科，止步十六強。
接下來的ATP世界巡迴賽500赛荷蘭鹿特丹站，身為第2種子的穆雷，以6–3、4–6和6–0擊敗被膝、腿傷勢缠身的頭號種子納達爾，獲得本季第二個單打冠軍
之後角逐ATP世界巡回赛250赛女王俱樂部錦標賽，決賽擊敗世界排名第23位的詹姆斯·布莱克後，成為自1938年第一位勝出此賽事英國球手，另外亦是個人第一個草地比賽冠軍。之後參加溫網，以夺冠热门的姿态在半决赛中被世界排名第6的美国大炮安迪·羅迪克以6–4、4–6、7–67、7–65的比分淘汰出局，在本赛季三大满贯赛中皆未进入决赛，但四强已是其在温网的最好战绩。
加拿大大師賽，決賽苦战三盘擊敗因参赛过多导致过度疲劳的德尔波特罗，獲得生涯第4座大師賽冠軍盃，由於刚刚从近三个月养伤期中伤愈的衛冕冠軍納達爾在1/4决赛中被淘汰出局，穆雷成為新的世界第二，在ATP排名上結束了2005年5月以來納達爾與費德勒二人長期佔據世界前二的状态。在辛辛那提大師賽，半决赛被費德勒以6–2、7–68横扫，卫冕失败。在之后的美网中，于第四轮以5–7、2–6、2–6的比分被世界排名第17位的西里奇横扫，再次在大满贯赛中爆冷出局，以一个四强一个八强和两个十六强的战绩结束了自己本赛季的四大满贯征程，根据积分上与纳达尔的关系，美网结束后穆雷将从刚待了不到一个月的世界第二位置上退至第三。
其後贏得瓦倫西亞國際網球公開賽。不過在巴黎大師賽在第三圈即出局。年末，在年终赛分組賽取得2勝1負的成績，但以局數劣势被淘汰。

### 2010年
年初由于放弃多哈的比賽，世界排名降至第5。他代表英國角逐霍普曼杯。在决赛中单打和混双均败给世界排名第16位的罗布雷多及其混双组合，致使英国队在女单先胜一场的大好形势下以总比分1比2败给西班牙队无缘冠军。
其後參加澳洲網球公開賽，並一路過關斬將，八強面對拉斐爾·拿度，在先取兩盤下，第三盤莫瑞領先2–0時對方受傷退出，在四強淘汰馬林·西利奇後，晉身決賽，成為公開時代第一位晉身兩項大滿貫決賽的英國球手。決賽對手是第一種子羅傑·費德勒。决赛中被费德勒直落三盘击败，第三盤尤為膠著，莫瑞多次無法把握決勝分，最終在搶七決勝局戰至11平被費德勒反超，获得亚军。
後來他參加杜拜網球錦標賽，雖在第一輪輕鬆過關，但在第二輪被揚科·蒂普薩雷維奇淘汰。
法國網球公開賽，第四輪被捷克球員托馬什·貝爾迪赫以6–4、7–5、6–3直落三盤淘汰出局。
溫布頓網球錦標賽，八強前的四場賽事，不失一盤的狀態取勝，八強與若-威尔弗里德·特松加前二盤相持至搶七，先失一盤搶七後，再連勝三盤取勝，四強又與拉斐爾·拿度再度交手，雖然擁有多次擁有破發點，甚至一度擁有盤末點，但這些關鍵分一分也沒得到，在連失二盤後，第三盤曾經一開始先破對手第一個發球局，但在4–2後，無法持續保住發球局，最後被連破二個發球局，以4–6、66–7、4–6止步於四強，而英國本土球員連續74年無法晉級決賽的情況，暫時無法打破。
他在加拿大大師賽決賽中擊敗費德勒，終於首次在決賽中打敗對手，成功衛冕此站與奪得生涯第15冠與大師1000系列賽第五冠。
美國網球公開賽，於第三輪以7–63、64–7、3–6、3–6被瑞士籍球員斯坦尼斯拉斯·瓦夫林卡淘汰出局。
上海大師賽，自2008年上海大師盃後，首次來此地參賽，以不失一盤之姿晉級決賽，決賽對手是費達拿，結果以6–3、6–2直落二盤大勝對手，奪得生涯第16冠與大師1000系列賽第六冠。接著參加華倫西亞公開賽，在單打與胡安·摩納哥激戰121分鐘，在第二圈出局，但在雙打賽事中夥拍兄長傑米在決賽擊敗了马赫什·布帕蒂及马克斯·米尔内，奪得第一個雙打冠軍。
在年終賽中首晉身準決賽，但不敵拿度。

### 2011年
梅利首場賽事是與勞拉·羅布森代表英國角逐賀文盃。梅利雖然在分組賽對意大利及法國的男單賽事中勝利，分別擊敗波蒂托·斯塔拉切及尼古拉·馬俞，但是英國隊在女單以及混雙比賽中失利，結果以小組第四名完成。
梅利的第二場賽事是澳洲網球公開賽，八強前的四場比賽皆直落三盤過關，不過八強遭到烏克蘭選手亞歷山大·多爾戈波洛夫的頑強抵抗失掉一盤，不過仍以7–5、6–3、63–7、6–3擊敗對手，總盤數3–1獲勝，連續兩年晉身四強，四強遭到大衛費雷爾的頑強抵抗，先失一盤再連拿三盤（包含兩盤搶七局），以4–6、7–62、6–1、7–62，總盤數3–1獲勝，連續兩年晉身決賽，決賽再與年紀相仿的前冠軍諾瓦克·喬科維奇，首次在大滿貫決賽交手，以4–6、2–6、3–6直落三盤不敵喬科維奇，而拿下第三座大滿貫亞軍。
在印第安納威爾斯大師賽，第二圈遭非種子球手唐納德·楊淘汰出局。然後再於邁阿密大師賽中，再於第二圈提前出局。其後在羅馬及蒙地卡羅兩個泥地賽均晉身四強。
接著在法國公開賽，首圈賽事淘汰艾域·普頓。次圈面對西莫內·博萊利。在第四圈對維克托·特羅伊茨基的時候曾盤數落後0-2，之後追回兩盤，然後在第五盤領先5-3的時候被迫在隔日再賽，重賽時被對手追回5-5，其後穆雷連贏兩局，晉身八強。八強淘汰切拉後，在四強的對手是第一種子拿度，在第頭兩盤力拼見負於，於第三盤末段開始力盡，結果在四強出局，但已造出參戰法網以來最好的成績，同時完成四大滿貫賽至少進入四強的成就。
在溫網前循例參加英國倫敦舉行的皇后會盃，在四強以6-3及6-1擊敗三屆冠軍第四種子的安迪·羅迪克，於決賽中落後若-威尔弗里德·特松加下，反先兩盤，繼2009年後，再次奪得冠軍。
在溫網，梅利首先擊敗丹尼爾·希梅諾-特拉維爾、繼而是托比亞斯·卡姆克，接著擊敗前世界排名第三伊雲·盧比錫晉級十六強，在第四圈面對里夏爾·加斯凱，以直落三盤擊敗對手，梅利連續四年晉級八強。但結果梅利在四強中遭到第一種子拿度淘汰，盤數是1-3。
在辛辛那提大師賽中，梅利在四強面對曼迪·費殊，在第二盤的決勝局中以10-8險勝晉級決賽，面對世界第一的祖高域，在第一盤擊敗對手後，第二盤打至3-0的時候，祖高域因傷宣佈退賽，梅利奪得第七項大師賽冠軍。在美國網球公開賽四強中面對拉斐爾·拿度被淘汰。不過之後參與日本網球公開賽一報美國網球公開賽之仇，在決賽中擊敗了拿度奪得此賽事冠軍。此外他亦與兄長傑米合作奪得雙打冠軍。梅利在年終賽中首場賽事面對大衛·費拿，在此賽事後因傷退出。

### 2012年﹕首夺大滿貫及奥运金牌

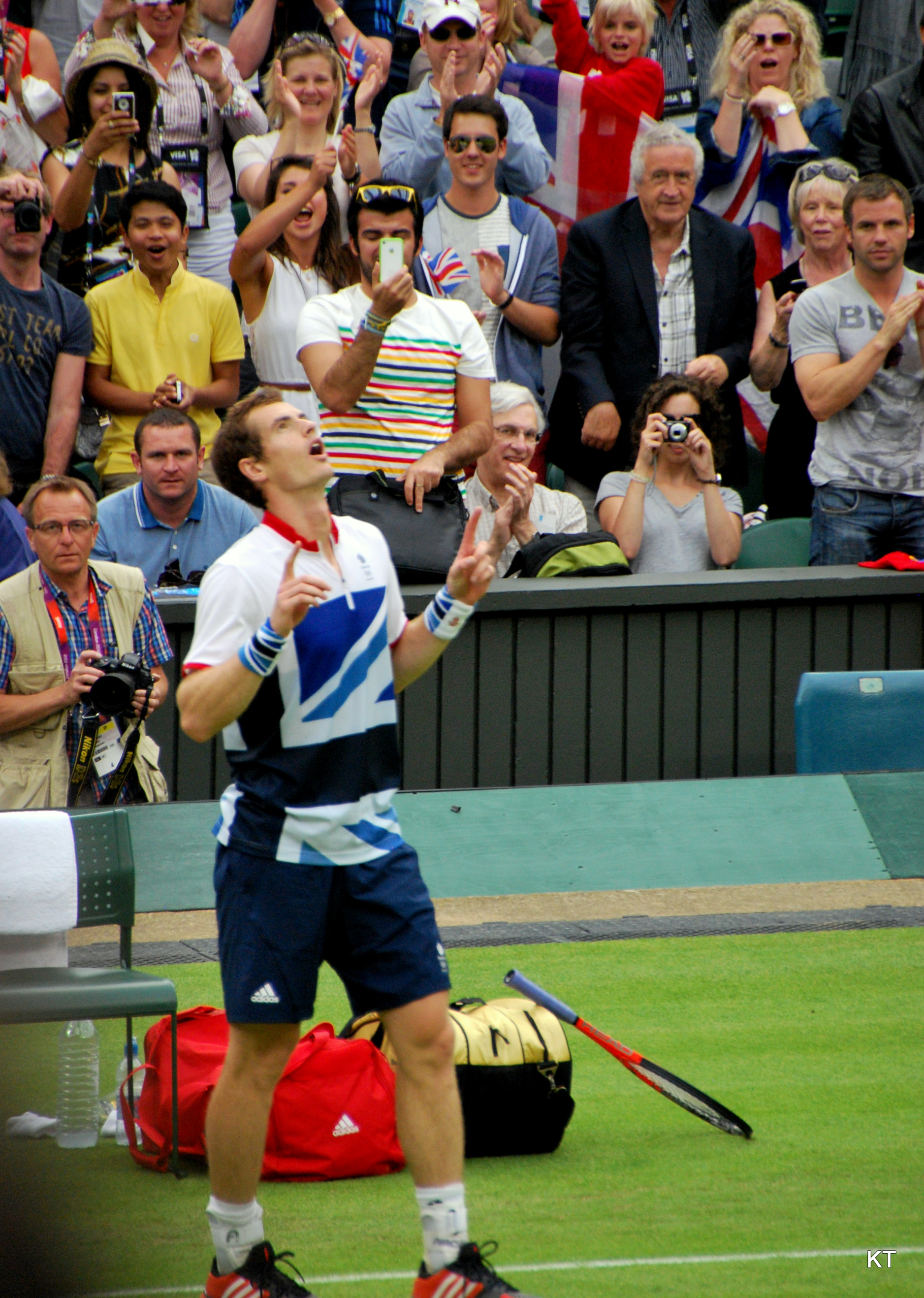
穆雷在赢得英国104年来首面奥运会网球单打金牌后兴奋庆祝。

这一年，穆雷聘请了网坛名宿，前世界第一伦德尔为教练。他在澳洲网球公开赛有出色的表现，半决赛与卫冕冠军德约科维奇在四强对决，结果在激战五盘下以3–6、6–3、7–64、1-6、5-7憾负。在接下来的迪拜网球锦标赛，半决赛直落两盘击败德约科维奇，但在决赛以5-7、4-6败给费德勒，拿下亚军。印第安维尔斯大师赛，第二轮以4-6、2-6败给了吉列爾莫·加西亞·洛佩斯。迈阿密大师赛，因四强对手纳达尔退赛直接晋级决赛，以1-6、64–7败给卫冕冠军乔科维奇。蒙特卡洛大师赛，四分之一决赛以7–64、2-6、3-6败给捷克选手伯蒂奇。罗马大师赛，则在16强以7–61、3-6、2-6败给了法国选手加斯凯。法国网球公开赛，在四分之一决赛以4-6、7–63、3-6、2-6败给了费雷尔。温布尔登网球锦标赛，穆雷于半决赛以6-4, 6-4, 3-6, 7-5 击败法国选手特松加，首度晋身决赛。也成为74年以来首位打进温布尔登决赛的英国选手。在决赛领先一盘下，被费德勒追回三盘，总盘数以6–4、5–7、3–6、4–6见负，未能成为1936年以来首位英国男单冠军球手。
之后穆雷以男单唯一的英国代表身份参加奥运。除男单外，他也与兄长杰米合作参加男双以及与罗布森合作参加混双。男双首轮出局后，穆雷于首轮淘汰瓦林卡，半决赛以两盘7-5击败德约科维奇，决赛面对瑞士选手费德勒，最终以6-2、6-1、6-4击败对手赢得2012伦敦奥运男子单打金牌。与此同时，穆雷/罗布森组合在混双半决赛击败了德国组合晋级决赛，最终不敌白俄罗斯组合获得银牌。随后他参加了加拿大大师赛，晋级第三轮后即因膝伤宣布退赛。
穆雷在美网中持续發光，过关斩将晋级决赛。在决赛对阵德约科维奇，在领先两盘的情况下被追至2–2平，随即把握对手状态下滑的机会，在最后一盘以6–2击败对手，获得个人职业生涯的首个大满贯冠军，成为继1936年以来首位夺大满贯的英国选手，并因此于年终获封官佐勋章(Officer，简称“OBE”)。

### 2013年﹕溫網封王
梅利出戰首項賽事布里斯班網球賽即奪冠，決賽以7－60，6－4擊敗保加利亞球手季米特洛夫。澳洲網球公開賽方面，四強擊敗费德勒，首次於大滿貫賽事擊敗後者，不過決賽以62－7、7－63、6－3、6－2四盤憾負祖高域。印第安维尔斯大师赛八強負於德爾波特羅出局。迈阿密大师赛則晉身決賽，並以三盤擊敗費拿奪冠。泥地賽事方面，在蒙地卡羅、馬德里及羅馬，分別於第三圈、八強及次圈出局，之後因傷退出法國網球公開賽。但他在草地賽事表現出色，先在皇后會盃決賽擊敗契利奇奪冠，後在溫布頓網球公開賽決賽擊敗老對手祖高域奪冠，成為七十七年來和公開賽年代第一位奪得溫布頓冠軍的英國本土球手。在2013年美网，穆雷止步8强，未能卫冕。
在戴维斯杯后，穆雷决定进行手术治疗背伤，提前结束了该赛季。预计他将在2014年布里斯本国际赛复出。

### 2014年：手術恢復
穆雷在卡達公開賽開始他的賽季。在第一輪中，他花37分鐘內打敗了Mousa Shanan Zayed，但在第二輪被世界排名第40的弗洛里安·邁爾以三盤擊敗。然後他在2014年AAMI Classic在Kooyong舉行的一場熱身賽，對陣世界排名第43的萊頓·休伊特，被以兩盤擊敗。
接著參加2014年澳大利亞網球公開賽，第一輪碰上世界第112名日本的添田豪。穆雷花了90分鐘解決。他接下來分別直接擊敗了文生·米拉特和費利西亞諾·洛佩斯。在八強中與四屆冠軍的罗杰·费德勒交手，被以6–3、6–4、66–7、6–3，中止連續四年在澳大利亞公開賽打進半決賽。由於他是去年亞軍，穆雷在澳網後世界排名下降至第六，自2008年以來首次跌出前五。
他接著前往美國，在戴維斯盃世界組第一輪與美國競爭。穆雷分別贏了與唐納德·揚和薩姆·奎裡，幫助英國自1986年以來第一次打入戴維斯盃決賽。接著參加鹿特丹公開賽，獲得一張外卡，但他在四分之一決賽中輸給了馬林·契利奇。墨西哥公開賽，敗給季米特洛夫。
在印第安维尔斯大师赛，穆雷在前兩場比賽中分別在對陣盧卡斯·拉索爾和吉力·維斯利，經過三盤比賽才獲勝，與加拿大的米洛斯·拉奧尼奇進行了第四輪對決。雙打方面 穆雷與2012年溫布爾網球公開賽雙打冠軍喬納森·梅雷合作。穆雷和喬納森·梅雷的第一場比賽，贏了加埃爾·孟菲爾斯和胡安·摩納哥的雙打，在第二輪中輸給了亞歷山大·佩亞和布魯諾·蘇雷斯。
3月，莫瑞與教練伊凡·藍道分手，伊凡·藍道廣泛讚譽幫助莫瑞實現了大滿貫冠軍的目標。在2014年邁阿密大師賽上，莫瑞擊敗馬修·伊布登，費利西亞諾·洛佩斯和若-威尔弗里德·特松加，但在四分之一決賽中輸給了喬科維奇。在戴維斯盃對意大利的四分之一決賽中，他打破了對安德烈亞斯·塞皮的第一場紅土比賽，和柯林·弗萊明贏得雙打，他在最終單打比賽中，擊敗法比奧·福尼尼。莫瑞在2009年的時候只在紅土上擊敗了前十名球員：尼古萊·達維登科
莫瑞接下來到馬德里大師賽比賽，第一輪贏了尼古拉斯·阿爾瑪格羅，卻在接下來的比賽中輸給了聖地亞哥·希拉爾多。
莫瑞後來進入了羅馬大師賽的四分之一決賽，最終輸給了世界排名第一的拉斐爾·納達爾。
法網，莫瑞擊敗了安德烈·戈盧別夫和馬林科·馬托塞維奇，然後在決賽中與第28種子菲利普·科爾施賴伯打到第五盤才以 12-10贏得比賽。下一輪對手費爾南多·貝爾達斯科退賽讓莫瑞直接獲勝，然後在四分之一決賽中遇上法國人加埃爾·孟菲爾斯，經歷五盤後贏得勝利，打進四強，拿出他在法國網球公開賽最好的成績。然而，最終仍輸給了世界排名第一的拉斐爾·納達爾。穆雷任命阿梅莉·毛瑞斯莫作為他的教練，使阿梅莉·毛瑞斯莫成為第一個女子教練執導男子網球運動員。
2014年溫布頓網球錦標賽他開始了衛冕之路，先後以三盤擊敗了大衛·戈芬和布拉澤·羅拉，莫瑞繼續他的好成績，擊敗了第27和第20號種子羅伯托·包蒂斯塔·阿古特和凱文·安德森，連續第七次進入了的溫布頓網球錦標賽八強，卻在八強敗給格里戈爾·季米特洛夫結束了他的17場比賽在溫布頓的連勝，也意味著莫瑞自2008年以來第一次沒能進入半決賽。在他的衛冕失敗後，排名下降到世界第十，是自2008年以來的最低排名。
在北美硬地比賽前，莫瑞宣布在美國網球公開賽結束之前阿梅莉·毛瑞斯莫成為他的正式教練，還透露，他在去年九月的背部手術後才剛剛返回訓練計劃。莫瑞在加拿大大師賽和辛辛那提大師賽上打到了四分之一決賽，分別敗給最終冠軍的若-威爾佛里德·特松加和羅傑·費德勒。
2014年美國網球公開賽打到了四分之一決賽，敗給諾瓦克·喬科維奇。這是自2009年以來的第一次賽季，莫瑞未能打到大滿貫決賽。
莫瑞在深圳網球公開賽中打敗山德夫·狄瓦曼，盧卡斯·拉科和胡安·摩納哥第一個比賽的決賽，最後他面對西班牙的托米·罗布雷多，經過三盤獲得冠軍，然後他在中國網球公開賽取得了好成績，在那裡他進入半決賽，輸給了諾瓦克·喬科維奇，然而，他在上海大師賽第三輪輸給了大卫·费雷尔，莫瑞在維也納公開賽中打進決賽，再次面對並擊敗大卫·费雷尔，成為這個賽季第二個冠軍和他的職業生涯的第三十三勝利。莫瑞在瓦倫西亞公開賽半決賽中再次擊敗大卫·费雷尔，巴黎大師賽莫瑞打到四分之一決賽，被諾瓦克·喬科維奇淘汰，但他在第三輪取得勝利後也確定可以參加ATP世界巡迴賽總決賽。
在ATP世界巡迴賽總決賽上，莫瑞第一場比賽輸給錦織圭，但贏得了第二場對米洛斯·拉奧尼奇的比賽。然而，最後一場比賽對上費德勒，莫瑞已6–0, 6–1慘敗給費德勒，這是他在2007年邁阿密大師賽上輸給諾瓦克·喬科維奇後最糟糕的比賽，但他在賽季季末排名回到世界第六，從6月以來最好的排名。
莫瑞還參加了國際網球超級聯賽的開賽，代表馬尼拉小牛隊，莫瑞參加了在馬尼拉舉行的前三場比賽。

### 2024年-2025年
2024年巴黎奥运会之后，穆雷退役。11月25日，穆雷加入德约科维奇的教練團隊。由於戰績不甚理想，2025年5月14日，穆雷不再擔任德约科维奇的教練。

## 主要對戰

### 與德约科维奇的對戰史
截止到2017年為止，穆雷與喬科維奇有36次的交鋒，職業生涯對戰為11勝25負。
在大滿貫賽事上有9次交鋒，喬科維奇以7勝2負領先。其中澳網五次（2011年決賽、2012年準決賽、2013年決賽、2015年決賽、2016年決賽）、法網二次（2015年準決賽、2016年法網決賽）、溫網一次、美網一次。
2011年決賽，喬科維奇耗時2小時39分鐘，以6–4、6–2、6–3擊敗穆雷，奪得個人生涯第二座澳網冠軍。
2012年的澳網準決賽，兩人將近5小時的拉鋸戰，最後喬科維奇以總比分6–3、3–6、64–7、6–1、7–5戰勝穆雷，再次闖進澳網決賽。
在大滿貫最後一項賽事美網上，喬科維奇在先輸兩盤的情況下，直追兩盤，扳平比分，決勝盤不敵穆雷的強勢進攻，最後以總比分7–6(12–10)、7–5、2–6、3–6、6–2負於穆雷，無法完成衛冕。
2013年，喬科維奇在澳網決賽以盤數3–1擊敗莫瑞奪魁。而莫瑞則在溫網決賽復仇成功，直落三盤擊敗後者奪冠。
2016年法網決賽，身為大會第二種子的穆雷與第一種子喬科維奇狹路相逢，為生涯首座法網冠軍展開頂尖對決。最後穆雷以6–3、1–6、2–6、4–6落敗，看著喬科維奇成為男單史上完成全滿貫的第八人。同年ATP年終賽，穆雷首次以頭號種子的身份出賽，雖然籤表被認為嚴峻，他仍然一路過關斬將的艱難闖進決賽，決賽以6–3、6–4兩盤擊敗尋求五連冠的喬科維奇，不僅首次稱霸年終賽，更以年終第一的身份，結束2016年賽季。

### 與費達拿的對戰史
穆雷對上費德勒已有25次正式交手紀錄（前16次都在硬地），職業生涯對戰為11勝14負。。費德勒在四場大滿貫決賽擊敗穆雷（2008年美網、2010年澳網、2012年温網、2015年溫網），但是穆雷在大師賽以6勝1負領先，而且還在2012年奧運決賽擊敗費德勒。他們4次在ATP世界巡迴賽總決賽中交手，穆雷在2008年勝出，而費德勒在2009年、2010年、2012年勝出。2013澳大利亞網球賽穆雷以6–4、6–3、6–3、6–7、6–2勝出。2006在辛辛那提大師賽穆雷以7–5、6–4勝出，然後在杜拜穆雷以6–7、6–3、6–4獲得了最終的勝利08年在紅土賽場上，馬德里3–6、6–3、7–5獲勝09年多哈穆雷以6–7、6–2、6–2勝利09年穆雷在印第安泉大師賽穆雷以6–3、6–4、6–1獲勝。

### 與拿度的對戰史
目前梅利與拿度交手24次，職業生涯對戰為7勝17負。他們在大滿貫賽事上有八次交鋒，全部都是八強和四強，拿度領先6–2，2009鹿特丹男網賽穆雷以6–3、6–4、6–0勝出﹔而ATP巡迴賽方面，梅利則以2–1領先。2011年，梅利連續三場大滿貫被拿度擊敗（包括該年法網、溫網及美網）。2011年在日本的東京穆雷請納達爾吃蛋最後勝出3–6、6–2、6–0。2012年並無交手紀錄，邁阿密大師賽四強賽前，拿度因傷退出。2015年納達爾跟穆雷的交手，由穆雷以7–5、6–4勝出。

## 生涯統計

### 大滿貫與年終賽年表
指引：
| W | F | SF | QF | #R | RR | LQ (Q#) | A | P | Z# | PO | SF-B | F-S | G | NMS | NH | NQ |

W：冠軍；F：亞軍；SF：四強；QF：八強；#R：前四輪；RR：小組賽；LQ：止步資格賽；A：缺席；P：比赛延期；Z#：戴维斯杯/联合会杯组别赛（#表示级别）；PO：參與戴維斯盃/联合会杯附加赛；SF-B：奧運會銅牌；F-S：奧運會銀牌；G：奧運會金牌；NMS：非ATP1000大師賽系列；NH：該賽事本年度未舉行；NQ：未入圍。
| 賽事             | 2005 | 2006 | 2007 | 2008 | 2009 | 2010 | 2011 | 2012 | 2013 | 2014 | 2015 | 2016 | 2017 | 2018 | 2019 | 2020 | 2021 | 2022 | 2023 | 2024 | 奪冠率 | 勝–負  | 勝率 |
| ---------------- | ---- | ---- | ---- | ---- | ---- | ---- | ---- | ---- | ---- | ---- | ---- | ---- | ---- | ---- | ---- | ---- | ---- | ---- | ---- | ---- | ------ | ------ | ---- |
| 澳洲網球公開賽   | A    | 1R   | 4R   | 1R   | 4R   | F    | F    | SF   | F    | QF   | F    | F    | 4R   | A    | 1R   | A    | A    | 2R   | 3R   | 1R   | 0 / 16 | 51–16  | 76%  |
| 法國網球公開賽   | A    | 1R   | A    | 3R   | QF   | 4R   | SF   | QF   | A    | SF   | SF   | F    | SF   | A    | A    | 1R   | A    | A    | A    | 1R   | 0 / 12 | 39–12  | 76%  |
| 溫布頓網球錦標賽 | 3R   | 4R   | A    | QF   | SF   | SF   | SF   | F    | W    | QF   | SF   | W    | QF   | A    | A    | NH   | 3R   | 2R   | 2R   | A    | 2 / 15 | 61–13  | 82%  |
| 美國網球公開賽   | 2R   | 4R   | 3R   | F    | 4R   | 3R   | SF   | W    | QF   | QF   | 4R   | QF   | A    | 2R   | A    | 2R   | 1R   | 3R   | 2R   | A    | 1 / 17 | 49–16  | 75%  |
| 勝–負            | 3–2  | 6–4  | 5–2  | 12–4 | 15–4 | 16–4 | 21–4 | 22–3 | 17–2 | 17–4 | 19–4 | 23–3 | 12–3 | 1–1  | 0–1  | 1–2  | 2–2  | 4–3  | 4–3  | 0–2  | 3 / 60 | 200–57 | 78%  |
| 年終總決賽       | NQ   | NQ   | NQ   | SF   | RR   | SF   | RR   | SF   | A    | RR   | RR   | W    | NQ   | NQ   | NQ   | NQ   | NQ   | NQ   | NQ   | NQ   | 1 / 8  | 16–11  | 59%  |

### 大滿貫決賽

#### 冠軍（3）
| 年度 | 賽事             | 場地 | 決賽對手   | 對手國籍 | 勝方比分                  |
| 2012 | 美國公開賽       | 硬地 | 德约科维奇 | 塞爾維亞 | 7–610、7–5、2–6、3–6、6–2 |
| 2013 | 溫布頓錦標賽     | 草地 | 德约科维奇 | 塞爾維亞 | 6–4、7–5、6–4             |
| 2016 | 溫布頓錦標賽 (2) | 草地 | 拉奧歷     | 加拿大   | 6–4、7–63、7–62           |

#### 亞軍（8）
| 年度 | 賽事           | 場地 | 決賽對手   | 對手國籍 | 勝方比分             |
| 2008 | 美國公開賽     | 硬地 | 費德勒     | 瑞士     | 6–2、7–5、6–2        |
| 2010 | 澳洲公開賽     | 硬地 | 费德勒     | 瑞士     | 6–3、6–4、7–611      |
| 2011 | 澳洲公開賽 (2) | 硬地 | 德约科维奇 | 塞爾維亞 | 6–4、6–2、6–3        |
| 2012 | 溫布頓錦標賽   | 草地 | 费德勒     | 瑞士     | 4–6、7–5、6–3、6–4   |
| 2013 | 澳洲公開賽 (3) | 硬地 | 德约科维奇 | 塞爾維亞 | 62–7、7–63、6–3、6–2 |
| 2015 | 澳洲公開賽 (4) | 硬地 | 德约科维奇 | 塞爾維亞 | 7–65、64–7、6–3、6–0 |
| 2016 | 澳洲公開賽 (5) | 硬地 | 德约科维奇 | 塞爾維亞 | 1–6、5–7、63–7       |
| 2016 | 法國公開賽     | 泥地 | 德约科维奇 | 塞爾維亞 | 6–3、1–6、2–6、4-6   |

### 年終總決賽

#### 冠軍（1）
| 年份 | 賽事 | 場地     | 決賽對手   | 勝方比分 |
| 2016 | 倫敦 | 室內硬地 | 德约科维奇 | 6–3、6–4 |

## ATP巡迴賽

### 單打冠軍（46）
| 賽事系列                                        |
| 大滿貫賽事（3次冠軍）                           |
| ATP年終賽（大師盃）/ 世界巡迴總決賽（1次冠軍）  |
| ATP大師錦標賽 / ATP大師錦標賽1000賽（14次冠軍） |
| 奧林匹克運動會（2次金牌）                       |
| ATP國際黃金賽 / ATP世界500系列賽（9次冠軍）     |
| ATP國際系列賽 / ATP世界250系列賽（17次冠軍）    |

| 按場地計算    |
| 硬地（34）    |
| 紅土（3）     |
| 草地（8）     |
| 室內地毯（1） |

| 依室內外分類 |
| 室外（31）   |
| 室內（15）   |

| 次數 | 日期           | 賽事               | 場地     | 決賽對手               | 勝方比分                  |
| ---- | -------------- | ------------------ | -------- | ---------------------- | ------------------------- |
| 1.   | 2006年2月19日  | 美國聖荷西         | 室內硬地 | 莱顿·休伊特            | 2–6、6–1、7–63            |
| 2.   | 2007年2月18日  | 美國聖荷西 (2)     | 室內硬地 | 伊沃·卡洛維奇          | 63–7、6–4、7–62           |
| 3.   | 2007年10月28日 | 俄羅斯聖彼德堡     | 室內地毯 | 費爾南多·貝爾達斯科    | 6–2、6–3                  |
| 4.   | 2008年1月5日   | 卡塔爾多哈         | 硬地     | 斯坦·瓦林卡            | 6–4、4–6、6–2             |
| 5.   | 2008年2月17日  | 法國馬賽           | 硬地     | 馬里奧·安契奇          | 6–3、6–4                  |
| 6.   | 2008年8月3日   | 美國辛辛那提       | 硬地     | 諾瓦克·喬科維奇        | 7–64、7–65                |
| 7.   | 2008年10月19日 | 西班牙馬德里       | 硬地     | 吉勒·西蒙              | 6–4、7–66                 |
| 8.   | 2008年10月26日 | 俄羅斯聖彼德堡     | 硬地     | 安德烈·戈盧別夫        | 6–1、6–1                  |
| 9.   | 2009年1月10日  | 卡塔爾多哈         | 硬地     | 安迪·羅迪克            | 6–4、6–2                  |
| 10.  | 2009年2月15日  | 荷蘭鹿特丹         | 室內硬地 | 拉斐爾·拿度            | 6–3、4–6、6–0             |
| 11.  | 2009年4月5日   | 美國邁阿密         | 硬地     | 诺瓦克·德约科维奇      | 6–2、7–5                  |
| 12.  | 2009年6月14日  | 英國倫敦           | 草地     | 詹士·比歷克            | 7–5、6–4                  |
| 13.  | 2009年8月16日  | 加拿大蒙特婁       | 硬地     | 胡安·馬丁·德爾波特羅   | 64–7、7–63、6–1           |
| 14.  | 2009年11月8日  | 西班牙瓦倫西亞     | 室內硬地 | 米哈伊爾·尤日尼        | 6–2、6–3                  |
| 15.  | 2010年8月15日  | 加拿大多倫多       | 硬地     | 羅傑·費德勒            | 7–5、7–5                  |
| 16.  | 2010年10月17日 | 中國上海           | 硬地     | 羅傑·費德勒            | 6–3、6–2                  |
| 17.  | 2011年6月12日  | 英國倫敦 (2)       | 草地     | 若-威尔弗里德·特松加   | 3–6、7–62、6–4            |
| 18.  | 2011年8月21日  | 美國辛辛那提 (2)   | 硬地     | 諾瓦克·喬科維奇        | 6–3、3–0（對手退出）      |
| 19.  | 2011年10月2日  | 泰國曼谷           | 室內硬地 | 唐納德·揚              | 6–2、6–0                  |
| 20.  | 2011年10月9日  | 日本東京           | 硬地     | 拉斐爾·拿度            | 3–6、6–2、6–0             |
| 21.  | 2011年10月16日 | 中國上海 (2)       | 硬地     | 大衛·費雷爾            | 7–5、6–4                  |
| 22.  | 2012年1月8日   | 澳洲布利斯本       | 硬地     | 亞歷山大·多爾戈波洛夫  | 6–1、6–3                  |
| 23.  | 2012年8月5日   | 英國倫敦           | 草地     | 羅傑·費達拿            | 6–2、6–1、6–4             |
| 24.  | 2012年9月10日  | 美國紐約           | 硬地     | 諾瓦克·喬科維奇        | 7–610、7–5、2–6、3–6、6–2 |
| 25.  | 2013年1月6日   | 澳洲布利斯本       | 硬地     | 格里戈爾·季米特洛夫    | 7–60、6–4                 |
| 26.  | 2013年3月31日  | 美國邁阿密 (2)     | 硬地     | 大衛·費拿              | 2–6、6–4、7–61            |
| 27.  | 2013年6月16日  | 英國倫敦 (3)       | 草地     | 馬林·契利奇            | 5–7、7–5、6–3             |
| 28.  | 2013年7月7日   | 英國溫布頓         | 草地     | 諾華克·祖高域          | 6–4、7–5、6–4             |
| 29.  | 2014年9月28日  | 中國深圳           | 硬地     | 托米·罗布雷多          | 5–7、7–69、6–1            |
| 30.  | 2014年10月19日 | 奧地利維也納       | 硬地     | 大衛·費拿              | 5–7、6–2、7–5             |
| 31.  | 2014年10月     | 西班牙瓦倫西亞 (2) | 室內硬地 | 菲利普·科爾施賴伯      | 3–6、7–67、7–68           |
| 32.  | 2015年5月3日   | 德國巴伐利亞       | 紅土     | 菲利普·科爾施賴伯      | 7–64、5–7、7–64           |
| 33.  | 2015年5月10日  | 西班牙馬德里 (2)   | 紅土     | 拉斐爾·納達爾          | 6–3、6–2                  |
| 34.  | 2015年6月21日  | 英國倫敦 (4)       | 草地     | 凱文·安德森            | 6–3、6–4                  |
| 35.  | 2015年8月16日  | 加拿大蒙特婁 (3)   | 硬地     | 諾華克·祖高域          | 6–4、4–6、6–3             |
| 36.  | 2016年5月15日  | 義大利             | 紅土     | 諾華克·祖高域          | 6–3、6–3                  |
| 37.  | 2016年6月19日  | 英國倫敦 (5)       | 草地     | 米洛斯·拉奧尼奇        | 65–7、6–4、6–3            |
| 38.  | 2016年7月10日  | 英國溫布頓         | 草地     | 米洛斯·拉奧尼奇        | 6–4、7–63、7–62           |
| 39.  | 2016年8月14日  | 巴西里約           | 硬地     | 胡安·馬丁·德爾波特羅   | 7–5、4–6、6–2、7–5        |
| 40.  | 2016年10月9日  | 中國               | 硬地     | 格里戈爾·狄米特羅夫    | 6–4、7–62                 |
| 41.  | 2016年10月16日 | 中國上海 (3)       | 硬地     | 羅伯托·包蒂斯塔·阿古特 | 7–61、6–1                 |
| 42.  | 2016年10月30日 | 奧地利維也納       | 硬地     | 若-威爾弗里德·特松加   | 6–3、7–66                 |
| 43.  | 2016年11月6日  | 法國巴黎           | 硬地     | 諾華克·祖高域          | 6–3、64–7、6–4            |
| 44.  | 2016年11月20日 | 英國倫敦           | 硬地     | 諾華克·祖高域          | 6–3、6–4                  |
| 45.  | 2017年3月4日   | 阿聯杜拜           | 硬地     | 費爾南多·貝爾達斯科    | 6–3、6–2                  |
| 46.  | 2019年10月2日  | 歐洲               | 硬地     | 斯坦·瓦林卡            | 3–6、6–4、6–4             |

### 單打亞軍（25）
| 賽事系列                                       |
| 大滿貫賽事（8次亞軍）                          |
| ATP年終賽（大師盃）/ 世界巡迴總決賽（0次亞軍） |
| ATP大師錦標賽 / ATP大師錦標賽1000賽（7次亞軍） |
| ATP國際黃金賽 / ATP世界500系列賽（1次亞軍）    |
| ATP國際系列賽 / ATP世界250系列賽（9次亞軍）    |

| 按場地計算    |
| 硬地（21）    |
| 紅土（2）     |
| 草地（2）     |
| 室內地毯（0） |

| 依室內外分類 |
| 室外（22）   |
| 室內（3）    |

| 次數 | 日期           | 賽事             | 場地     | 決賽對手          | 勝方比分             |
| ---- | -------------- | ---------------- | -------- | ----------------- | -------------------- |
| 1.   | 2005年10月1日  | 泰國曼谷         | 室內硬地 | 羅傑·費德勒       | 6–3、7–5             |
| 2.   | 2006年8月6日   | 美國華盛頓       | 硬地     | 阿诺·克莱芒       | 7–64、6–2            |
| 3.   | 2007年1月6日   | 卡塔尔杜哈       | 硬地     | 伊万·柳比西奇     | 6–4、6–4             |
| 4.   | 2007年10月7日  | 法國摩澤爾       | 室內硬地 | 托米·羅布雷多     | 0–6、6–2、6–3        |
| 5.   | 2008年9月8日   | 美國紐約         | 硬地     | 羅傑·費德勒       | 2–6、5–7、2–6        |
| 6.   | 2009年3月22日  | 美國印第安維爾斯 | 硬地     | 拉斐爾·拿度       | 1–6、2–6             |
| 7.   | 2010年1月31日  | 澳洲墨爾本       | 硬地     | 羅傑·費德勒       | 3–6、4–6、611–7      |
| 8.   | 2010年8月1日   | 美國洛杉磯       | 硬地     | 薩姆·奎里         | 5–7、7–62、6–3       |
| 9.   | 2011年1月30日  | 澳洲墨爾本 (2)   | 硬地     | 諾瓦克·喬科維奇   | 6–4、6–2、6–3        |
| 10.  | 2012年3月3日   | 阿聯杜拜         | 硬地     | 羅傑·費德勒       | 7–5、6–4             |
| 11.  | 2012年4月1日   | 美國邁阿密       | 硬地     | 諾華克·祖高域     | 1–6、64–7            |
| 12.  | 2012年7月8日   | 英國溫布頓       | 草地     | 羅傑·費德勒       | 6–4、5–7、3–6、4–6   |
| 13.  | 2012年10月14日 | 中國上海         | 硬地     | 諾華克·祖高域     | 5–7、7–611、6–3      |
| 14.  | 2013年1月27日  | 澳洲墨爾本 (3)   | 硬地     | 諾瓦克·喬科維奇   | 62–7、7–63、6–3、6–2 |
| 15.  | 2015年2月1日   | 澳洲墨爾本 (4)   | 硬地     | 諾瓦克·喬科維奇   | 65–7、7–64、3–6、0–6 |
| 16.  | 2015年4月5日   | 美國邁阿密 (2)   | 硬地     | 諾華克·祖高域     | 63–7、6–4、0–6       |
| 17.  | 2015年11月8日  | 法國巴黎         | 硬地     | 諾華克·祖高域     | 2–6、4–6             |
| 18.  | 2016年1月31日  | 澳洲墨爾本 (5)   | 硬地     | 諾瓦克·喬科維奇   | 1–6、5–7、63–7       |
| 19.  | 2016年5月8日   | 西班牙馬德里     | 紅土     | 諾華克·祖高域     | 2–6、6–3、3–6        |
| 20.  | 2016年6月5日   | 法國巴黎 (2)     | 紅土     | 諾華克·祖高域     | 6–3、1–6、2–6、4–6   |
| 21.  | 2016年5月8日   | 美國辛辛那提     | 硬地     | 馬林·契利奇       | 4–6、5–7             |
| 22.  | 2017年1月7日   | 卡塔爾 (1)       | 硬地     | 諾華克·祖高域     | 3–6、7–5、4–6        |
| 23.  | 2022年1月15日  | 澳洲雪梨         | 硬地     | 阿斯蘭·卡拉采夫   | 3–6、3–6             |
| 24.  | 2022年6月12日  | 德國斯圖加特     | 草地     | 馬泰奧·貝雷蒂尼   | 4–6、7–5、3–6        |
| 25.  | 2023年2月25日  | 卡達 (2)         | 硬地     | 丹尼爾·梅德韋傑夫 | 4–6、4–6             |

## 另見
- 溫布頓現象